# 毛利就慶
毛利 就慶（もうり なりよし、1972年〈昭和47年〉7月25日 - ）は、東京都目黒区出身の旧徳山藩毛利家第14代当主。戦国大名の毛利元就から数えて17代目にあたる。幼名は庸（よう）。
東京都目黒区のモウリアートワークススタジオ株式会社取締役の他に、地元である山口県の銀行、病院等の役員、理事等を務めている。また、回天記念館の元名誉館長でもあった。

## 経歴
昭和47年（1972年）7月25日、旧徳山藩毛利家第13代当主・毛利就擧の長男として生まれる。
暁星小学校、暁星中学校・高等学校（高校1年時まで）、アルザス成城学園高等部、成城大学法学部を卒業。
かつての徳山藩の旧領に当たる山口県周南市で活動し、大津島に所在する回天記念館の名誉館長も務めた。
平成22年（2010年）11月26日から平成23年（2011年）1月16日にかけて周南市美術博物館で開催された展示会「周南市美術博物館開館15周年記念 開府三六〇年 凜―徳山毛利家　殿様たちのものがたり―受け継がれる大名文化」の開催に協力し、図録では冒頭の「ごあいさつ」を寄稿している。
令和4年（2022年）1月からはYouTubeチャンネル「毛利家歴史チャンネル」を開設して、周南市をはじめとした山口県や広島県などの毛利家ゆかりの地や歴史に関する情報発信を行っており、毛利家ゆかりの家の当主も度々出演している。
令和5年（2023年）5月6日、周南市文化会館で開催された徳山地方郷土史研究会の特別講演会「徳山と毛利家」にて講師を務めた。また、同年11月29日から12月3日にかけてシアターΧにて公演が行われた日露戦争期のベトナムを題材とした舞台作品「艦隊は動かず」において、旧徳山藩士の陸軍大将・児玉源太郎役として特別出演した。

## 人物
- 暁星小学校、暁星中学校・高等学校の同級生には、歌舞伎役者の十代目松本幸四郎がいる[8]。

## 系譜
- 父：毛利就擧（1939-2010） - 旧徳山藩毛利家第13代当主。徳山カントリークラブ代表取締役。
- 母：毛利永子（1940-） - モウリアートワークススタジオ株式会社代表取締役社長。福島庄太郎の次女[4]。
- 妹：毛利有子（1976-） - モウリアートワークススタジオ取締役。
- 長男：毛利元晴[9]
- 長女